# Consistório Ordinário Público de 1895

## Cardeais Eleitores
| Nº                  | País               | Nome                             | Idade              | Cargo                                  | Título ou Diaconia                                        |
| Cardeais eleitores  | Cardeais eleitores | Cardeais eleitores               | Cardeais eleitores | Cardeais eleitores                     | Cardeais eleitores                                        |
| ------------------- | ------------------ | -------------------------------- | ------------------ | -------------------------------------- | --------------------------------------------------------- |
| 1                   | Áustria            | Sylvester Sembratovych           | 59                 | Metropolita de Lviv                    | Cardeal-presbítero de Santo Estêvão no Monte Celio        |
| 2                   | Itália             | Francesco Satolli                | 56                 | Delegado Apostólico nos Estados Unidos | Cardeal-presbítero de Santa Maria em Ara Coeli            |
| 3                   | Áustria            | Johannes Evangelist Haller       | 70                 | Arcebispo de Salzburg                  | Cardeal-presbítero de São Bartolomeu na Ilha Tiberina     |
| 4                   | Espanha            | Antonio María Cascajares y Azara | 61                 | Arcebispo de Valhadolide               | Cardeal-presbítero de Santo Eusébio                       |
| 5                   | Itália             | Girolamo Maria Gotti, O.C.D.     | 61                 | Núncio apostólico emérito no Brasil    | Cardeal-presbítero de Santa Maria da Escada               |
| 6                   | França             | Jean-Pierre Boyer                | 66                 | Arcebispo de Bourges                   | Cardeal-presbítero de Santíssima Trindade no Monte Pincio |
| 7                   | Itália             | Achille Manara                   | 68                 | Arcebispo de Ancona-Osimo              | Cardeal-presbítero de São Pancrácio                       |
| 8                   | Espanha            | Salvador Casañas y Pagés         | 61                 | Bispo de Urgel                         | Cardeal-presbítero de Santos Ciríaco e Julita             |
| Revelado In Pectore |                    |                                  |                    |                                        |                                                           |
| 9                   | França             | Adolphe Perraud, C.O.            | 67                 | Bispo de Autun                         | Cardeal-presbítero de São Pedro Acorrentado               |